# Chiesa dell'Assunzione della Beata Vergine Maria (Somaglia)
La chiesa dell'Assunzione della Beata Vergine Maria è la parrocchiale di Somaglia, in provincia e diocesi di Lodi; fa parte del vicariato di Casalpusterlengo.

## Storia
La prima citazione d'una chiesa a Somaglia, che era situata lungo la strada che conduce a Codogno, risale al 1261 ed è contenuta negli atti relativi alla visita del delegato apostolico Guala; il giuspatronato apparteneva alla famiglia Cavazzi, come confermato da papa Sisto IV con la sua bolla del 24 aprile 1474 e da papa Giulio II con la bolla del 1º luglio 1505.
Grazie alla Descriptio del 1619 si conosce che allora i fedeli erano 950 e che nella chiesa somagliese, inserita nel vicariato di Casalpusterlengo ed avente come filiali gli oratori di San Giovanni e di San Bernardo, avevano sede le confraternite del Santissimo Sacramento e della Dottrina Cristiana; nel 1690 il numero dei parrocchiani era pari a 1636, mentre poi il 3 maggio 1709 la chiesa venne dichiarata prepositurale dal vescovo Ortensio Visconti.
La prima pietra della nuova chiesa fu posta il 14 ottobre 1769; l'edificio venne portato a compimento ed aperto al culto il 31 ottobre 1773 e consacrato nel 1778 dal vescovo di Lodi Salvatore Andreani.
Nel 1840 la chiesa fu riconsacrata dal vescovo Gaetano Benaglio; dallo Stato del clero del 1859 s'apprende che la parrocchiale aveva alle sue dipendenze gli oratori San Bernardino, Beata Vergine Immacolata e Maria Vergine della Purificazione e che i fedeli erano 2608.
All'inizio del Novecento la chiesa divenne sede di un vicariato, che comprendeva anche le parrocchie di Senna Lodigiana, San Martino Pizzolano, Ospedaletto Lodigiano e Orio Litta; tale circoscrizione venne soppressa sul finire del secolo ed aggregato al vicariato di Casalpusterlengo.

## Descrizione

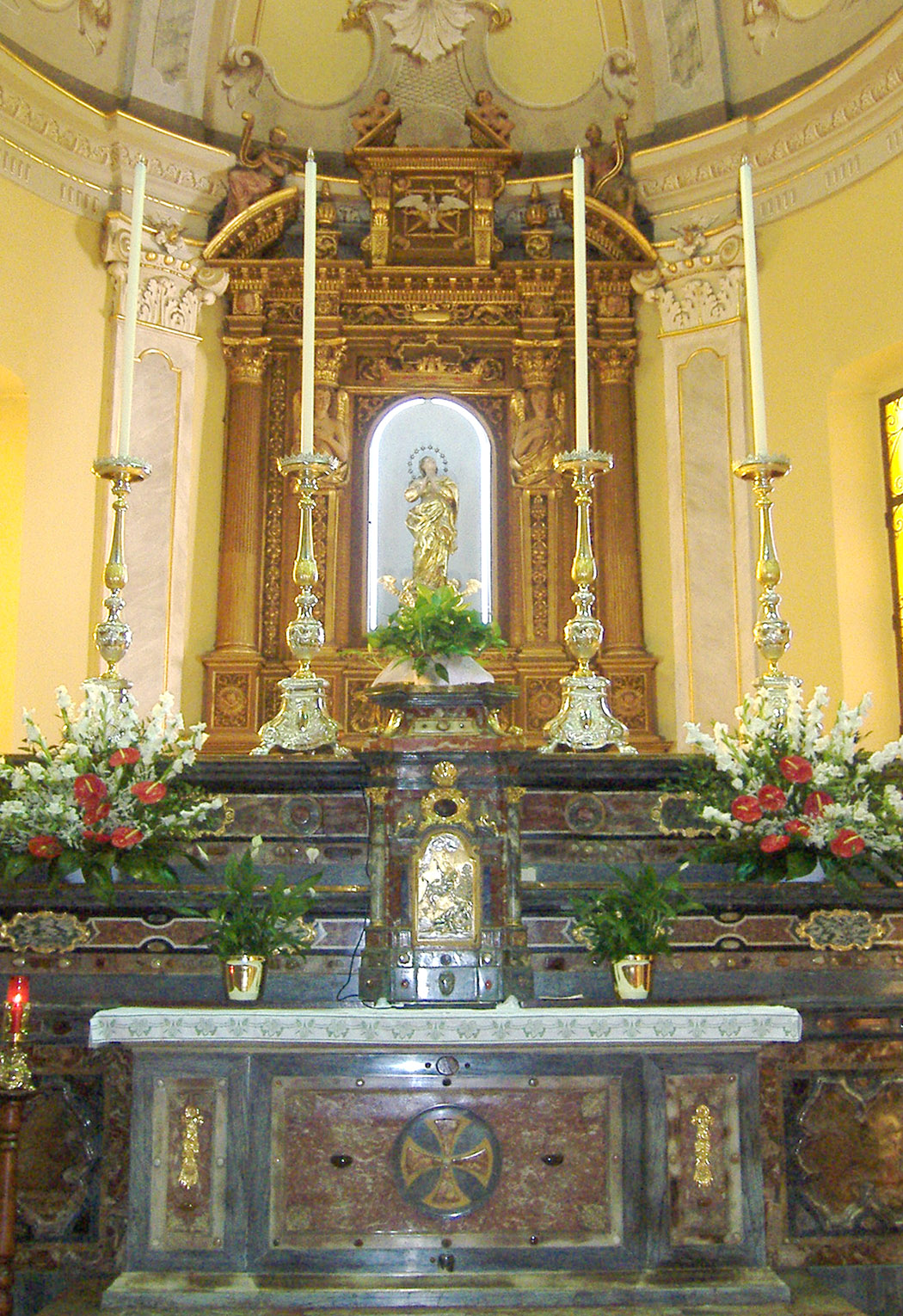
L'altare

### Facciata
La facciata della chiesa è preceduta da un porticato caratterizzato da lesene e da tre archi a tutto sesto; nella parte superiore, che è tripartita da quattro lesene, vi è un dipinto raffigurante la Beata Vergine Assunta, mentre a coronare il tutto è il timpano di forma triangolare all'interno del quale vi è la scritta DOM.

### Interno
L'interno è ad un'unica navata, sulla quale si affacciano due cappelle laterali; opere di pregio qui conservate sono la situata avente come soggetto la Madonna del Rosario, che è in legno, l'ancona lignea in cui è collocata la statua della Madonna Assunta, risalente al XVII secolo, il marmoreo altare maggiore e le tele di Sant'Alessandro Sauli e della Beata Vergine Addolorata.
La tela raffigurante il Trasporto dell'Arca Santa, eseguita dal bellunese Sebastiano Ricci, e la pala ritraente la Cacciata dei mercanti dal Tempio, dipinta da Angelo Trevisani nel 1732 si trovavano nella chiesa dei Santi Cosma e Damiano di Venezia dove rimasero fino alla soppressione della chiesa avvenuta nel 1806; confiscate dalle truppe napoleoniche, furono trasferite alla pinacoteca di Brera a Milano nel 1809 ma nel 1818 il conte Gian Luca Cavazzi della Somaglia ottenne che fossero assegnate alla Parrocchiale di Somaglia.